# ایان آندرس
ایان آندرس (انگلیسی: Iain Anders؛ ‏ ۸ فوریهٔ ۱۹۳۳ – ۵ سپتامبر ۱۹۹۷) بازیگر اهل بریتانیا بود.
از فیلم‌ها یا مجموعه‌های تلویزیونی که وی در آن‌ها نقش داشته‌است، می‌توان به تاگارت اشاره نمود.